# Copa Dinastía
La Copa Dinastía fue un torneo disuelto de fútbol disputado en el Este de Asia entre 1990 y 1998, este torneo es considerado como el predecesor del Campeonato de Fútbol de Asia Oriental, el objetivo del campeonato fue mejorar la calidad del fútbol en la región de Asia Oriental.
El 2002 se formó la Federación de Fútbol de Asia Oriental siendo la Copa Dinastía sustituida por el Campeonato de Fútbol de Asia Oriental

## Resultados
| Año          | Sede      | Campeón       | Final Resultado | Subcampeón    | Tercer lugar      | Resultado | Cuarto lugar      |
| ------------ | --------- | ------------- | --------------- | ------------- | ----------------- | --------- | ----------------- |
| 1990 Detalle | China     | Corea del Sur | 1:1 5:4 penales | China         | Corea del Norte   | n/r       | Japón             |
| 1992 Detalle | China     | Japón         | 2:2 4:2 penales | Corea del Sur | Corea del Norte   | n/r       | China             |
| 1995 Detalle | Hong Kong | Japón         | 2:2 5:3 penales | Corea del Sur | Hong Kong Liga XI | 1:1       | China             |
| 1998 Detalle | Japón     | Japón         | n/r             | China         | Corea del Sur     | n/r       | Hong Kong Liga XI |

## Palmarés
En cursiva, se indica el torneo en que el equipo fue local. 
| Selección         | Campeón              | Subcampeón     | Tercer lugar   | Cuarto lugar   |
| ----------------- | -------------------- | -------------- | -------------- | -------------- |
| Japón             | 3 (1992, 1995, 1998) |                |                | 1 (1990)       |
| Corea del Sur     | 1 (1990)             | 2 (1992, 1995) | 1 (1998)       |                |
| China             |                      | 2 (1990, 1998) |                | 2 (1992, 1995) |
| Corea del Norte   |                      |                | 2 (1990, 1992) |                |
| Hong Kong Liga XI |                      |                | 1 (1995)       | 1 (1998)       |

## Premios

### Mejor jugador
| Jugador          | Selección     | Año  |
| ---------------- | ------------- | ---- |
| Kim Joo-Sung     | Corea del Sur | 1990 |
| Kazuyoshi Miura  | Japón         | 1992 |
| Masami Ihara     | Japón         | 1995 |
| Hidetoshi Nakata | Japón         | 1998 |

### Máximos goleadores
| Año  | Jugador          | Selección | Goles |
| ---- | ---------------- | --------- | ----- |
| 1990 | Wu Qunli         | China     | 2     |
| 1992 | Takuya Takagi    | Japón     | 4     |
| 1995 | Hisashi Kurosaki | Japón     | 4     |
| 1995 | Li Bing          | China     | 3     |